# Porthdinllaen
Porthdinllaen (auf Englisch auch Porth Dinllaen geschrieben) ist ein kleines Dorf an der Küste der Lleyn-Halbinsel in Gwynedd, Wales. Es liegt auf einer schmalen Landzunge gut drei Kilometer westnordwestlich von Nefyn und gehörte historisch zu Caernarfonshire.
Der Ort befindet sich seit 1994 im Besitz des National Trust. Es gibt nur etwa zwei Dutzend Gebäude in Porthdinllaen, darunter den Pub Ty Coch im Zentrum des Dorfes.
Die Zufahrt zum Dorf ist nur Einwohnern mit besonderer Erlaubnis gestattet. Besucher müssen die letzten etwa anderthalb Kilometer entweder den Strand entlang oder oben auf der Landzunge über den Golfplatz laufen.

## Hafen
Porthdinllaen war ursprünglich ein Fischerort, der an einem Naturhafen am Westrand einer über zwei Kilometer breiten Bucht liegt, die mehr als 40 ha sichere Ankergründe bietet. Der Hafen wird von einer nach Norden vorspringenden Landzunge vor allen Winden (außer von Nordosten) geschützt. Er ist der einzige solche Hafen auf der Lleyn-Halbinsel und wird seit vielen Jahrhunderten für den Handel und als Zufluchtsort in einem Sturm genutzt.
Im Mai 1806 erlaubte ein Parlamentsbeschluss den Bau neuer Gebäude, da es so aussah, als würde Porthdinllaen anstatt Holyhead auf Anglesey als Hafen für die Route nach Irland gewählt werden. Porthdinllaen liegt fast genauso weit westlich wie Holyhead, aber Holyhead war dank des Straßenbaus von Thomas Telford besser erreichbar. 1808 wurde die Hafengesellschaft Porthdinllaen Harbour Company gegründet, aber der Gesetzentwurf, Porthdinllaen als Hafen für den Verkehr mit Irland auszuwählen, scheiterte 1810 im Parlament.
Die Schweinehaltung war ein bedeutender Wirtschaftsfaktor auf der Lleyn-Halbinsel und Porthdinllaen der wichtigste Hafen für den Export nach Liverpool. 1830 beantragten die örtlichen Reeder und Händler den Bau einer Pier, um auch Dampfschiffe statt der bisher üblichen Segler einsetzen zu können, was von den Besitzern des Hafens jedoch abgelehnt wurde. Dennoch kam 1832 der erste Dampfer zum Einsatz. Porthdinllaen unterhielt auch mit Irland blühende Handelsbeziehungen. Neben anderen Gütern wurden Vieh, Dünger und große Mengen an Salz (für das Einsalzen von Heringen) importiert, der Export nach Irland bestand überwiegend aus Salzheringen in Fässern.

## Pläne für eine Eisenbahnanbindung
Nachdem der Vorschlag für einen Fährhafen nach Irland gescheitert war, gab es diverse Vorschläge für den Bau einer Eisenbahn zur Anbindung des Hafens in Porthdinllaen. Jedoch wurde keiner davon realisiert:
- 1845: Die Worcester and Porth-Dynllaen Railway beantragt im Parlament die Baugenehmigung für eine Strecke von Worcester nach Porthdinllaen
- 1845: Die North Wales Railway plant den Bau einer 45 km langen Strecke von Bangor nach Porthdinllaen
- 1860: Die Aberystwith and Welsh Coast Railway beabsichtigt den Bau einer Strecke von Aberystwyth nach Porthdinllaen, die jedoch nur bis Pwllheli gebaut wird
- 1877: Durch den Cambrian Railways Act wird die Baugenehmigung für das noch fehlende Streckenstück von Pwllheli nach Porthdinllaen erneuert

## Rettungsbootstation
Im 19. Jahrhundert mangelte es in Wales an guten Straßen, daher waren viele Orte am einfachsten über den Seeweg zu erreichen. Porthdinllaen an der Nordküste der Lleyn-Halbinsel wurde dank seiner geschützten Lage an einer nach Norden offenen Bucht ein wichtiger Zufluchtsort im Sturm und ein belebter Handelshafen, der 1861 von über 700 Schiffen genutzt wurde. Nach den Stürmen von 1863 schrieb der örtliche Pfarrer an die Royal National Lifeboat Institution und bat um Stationierung eines Rettungsboots im Hafen.
Bootshaus und Slipanlage gingen 1864 in Betrieb. Die Station ist seitdem ständig besetzt; sie ist die einzige Rettungsbootstation, wo walisisch die übliche Sprache der Besatzung ist.

## Drehort
Dank seines altertümlichen und doch gut erhaltenen Zustands dient Porthdinllaen regelmäßig als Drehort für Film und Fernsehen. Im September 2004 stellte es in dem romantischen Thriller Half Light mit Demi Moore ein schottisches Fischerdorf dar.